# داریبیتی

داریبیتی شهری در شهرستان کونگوسی در استان بام در بورکینافاسوی شمالی است و جمعیت آن ۸۸۹ نفر است.